# Ebiszu-torony
Az Ebiszu-torony, más nevén a dotonbori óriáskerék Oszaka vigalmi negyedében, a Dontonbori csatorna partján áll. Az Ebiszu név a szerkezet közepén látható hatalmas figurára utal, amely Ebiszut, a kereskedelem és az üzleti sikerek istenét testesíti meg.

## Története
A szórakoztatóipari látványosság nem hagyományos értelemben vett óriáskerék, hiszen a kabinok nem egy központi tengely körül forognak, hanem sínen haladva teszik meg útjukat. Pályája ívekben végződő téglalap alakú. A szerkezetet 2005-ben építették a Don Quijote elnevezésű kereskedelmi lánc éjjel-nappal nyitva tartó diszkontáruházának homlokzatára. A sárga vasszerkezeten haladó kocsik 77,4 méter magasra emelkednek. A 32 gondola négy-négy utast tud szállítani, a menetidő 15 perc.
A látványosságot 2008-ban leállították, mert repedést találtak az egyik sínen. A szerkezetet csak 2018. január 19-én indították újra, miután a Don Quijote-lánc 250 millió jent fordított a felújítására, és átalakította a várakozóknak helyet biztosító helyiségeket. A tesztmenetet január 15-én tartották.